# Viorel Cosma
Viorel Cosma (* 30. März 1923 in Timișoara; † 15. August 2017) war ein rumänischer Musikwissenschaftler und -pädagoge.

## Leben
Cosma begann seine Ausbildung von 1929 bis 1931 am Konservatorium seiner Heimatstadt bei Eugen Cuteanu (Geige) und Sabin Drăgoi (Musiktheorie und Solfège). Am Konservatorium Ciprian Porumbescu setzte er von 1945 bis 1950 sein Studium bei Ion Dumitrescu (Musiktheorie und Solfège), Mihail Jora (Harmonielehre), Marțian Negrea (Kontrapunkt), Leon Klepper (Komposition), Theodor Rogalski (Orchestration), Zeno Vancea und Vasile Popovici (Musikgeschichte), Ștefan Popescu und Dumitru D. Botez (Chorleitung), George Georgescu und Constantin Silvestri (Orchesterleitung), Dimitrie Cuclin (Musikästhetik), Jean Bănescu (Gesang) sowie Florin Eftimescu und Paul Jelescu (Klavier) fort. Daneben vertiefte er seine Ausbildung bei Mihail Jora (Komposition) und Paul Constantinescu. 1972–73 absolvierte er ein Spezialstudium am musikwissenschaftlichen Seminar der Friedrich-Alexander-Universität Erlangen-Nürnberg bei Martin Runcke.
Von 1945 bis Mitte der 1950er Jahre leitete Cosma verschiedene Laienchöre in Bukarest. Von 1945 bis 1947 unterrichtete er außerdem am Konservatorium Alberto della Pergola in Bukarest. An der Opera Națională București wirkte er 1948–49 als Musiksekretär. Danach war er von 1951 bis 1952 an der Rumänischen Akademie Forscher am Institut für Kunstgeschichte und Leiter der Musikabteilung der Bibliothek. Ab 1951 unterrichtete er auch Musikgeschichte an den Bukarester Musikgymnasien Nr. 1 und Nr. 2 (bis 1964) und Musikgeschichte, Musikwissenschaft und Musiklexikographie als Assistent (bis 1952), Dozent (bis 1986) und außerordentlicher Professor (1993 bis 1999) an der Musikuniversität Bukarest. Daneben hatte er einen Lehrauftrag für Musikgeschichte an der Militärmusikschule Bukarest (1954–59) und gab 1959–60 Kurse beim rumänischen Außenministerium. Von 1960 bis 1963 leitete er die Universitatea de Cultură Muzicală. Von 1993 bis 1996 war er Professor für Musikgeschichte an der Universitatea Hyperion.
Cosma verfasste mehr als 100 Bücher und 5000 Artikel, Studien und Aufsätze zu den Themenbereichen Musikwissenschaft, Musikkritik, Lexikographie, Musikdidaktik und Dirigententätigkeit. Er forschte zu Persönlichkeiten aus der Geschichte der rumänischen Musik wie Ioan Căianu, Dimitrie Cantemir, Nicolae Filimon, Ciprian Porumbescu, Gavriil Musicescu, Eusebie Mandicevschi, Ion Vidu, Elena Teodorini, Teodor Burada, Nicolae Filimon, Ivan Iovanovici, Petre Ștefănescu-Goangă, George Georgescu, Marin Constantin und Sergiu Celibidache und verfasste ein vierzehnbändiges Werk über das Leben und kompositorische Schaffen George Enescus. Er gilt als Begründer der modernen Forschung auf dem Gebiet der Lexikographie und war darüber hinaus Inhaber des ersten Lehrstuhls für Lexikographie an der Nationalen Musikakademie in Bukarest. Zwischen 1989 und 2012 veröffentlichte er das zehnbändige Lexikon Muzicieni din România.
Die Arbeit Cosmas fand national und international große Anerkennung. Er war u. a. Mitglied der Georg-Friedrich-Händel-Gesellschaft in Halle, der Société Française de Musicologie in Paris, der International Musicological Society in Basel, der Gesellschaft für Musikforschung in Kassel und der Fryderyk-Chopin-Gesellschaft in Warschau und wurde 1972 mit dem polnischen Kulturverdienstorden, 1982 mit der Béla-Bartók-Medaille und 1984 in Budapest mit dem Internationalen Musikkritikerpreis Artjus ausgezeichnet. In Rumänien erhielt er zwölfmal Preise des Komponisten- und Musikkritikerverbandes (2003 den Großen Preis), 1974 den Preis der Rumänischen Akademie und 2008 den Kultur-Verdienst-Orden. Neben dem Doktortitel der Musikuniversität Bukarest erhielt er Ehrendoktortitel der Musikakademie in Chişinău und der Universität der Künste George Enescu in Iași.
In Anerkennung seiner wissenschaftlichen Arbeit auf dem Gebiet der Kirchenmusik wurde er 2003 mit dem Patriarchenkreuz der rumänisch-orthodoxen Kirche ausgezeichnet und 2004 korrespondierendes Mitglied der Pontificia Accademia Tiberina. Zu seinem 90. Geburtstag 2013 wurde ihm das Ritterkreuz des Stern von Rumänien verliehen.

## Werke
- Lăsați-mă să cânt, 1954
- Ciprian Porumbescu (1853–1883), 1957
- Figuri de lăutari, 1960
- Cântăreața Elena Teodorini, 1962
- Un maestru al muzicii corale - Ion Vidu, 1965
- Nicolae Filimon – Critic muzical și folclorist,  1966
- Teodor Burada – Viața în imagini, 1966
- Cânta la Stupca o vioară, 1967
- Muzicieni români – Lexicon, 1970
- Zece romanțe – Voce și pian, 1974
- Două milenii de muzică pe pămîntul României, 1977
- De la cîntecul zaverei la imnurile unității naționale, 1978
- România muzicală, 1981
- Georges Boulanger. O vioară suspinândă, 1981
- Enescu azi, 1981
- Corespondență – O istorie polemică a muzicii, 1983
- 40 de ani în fotoliul de orchestră, 1986
- Dirijorul George Georgescu, 1987
- Muzicieni din România, Band 1–10, 1989–2012
- Lăutarii de ieri și de azi, 1996
- Zlatna sau despre Cumpăna Dorului, 1997
- Un surprinzător concert al tinerelor talente lirice, 1997
- Sergiu Celibidache – Concertul de adio, 1998
- Portrete sentimentale – Petre Ștefănescu-Goangă, 1999
- Eminescu – Un veac de nemurire 2000
- Eminescu în universul muzicii, 2000
- Eseuri, exegeze si documente enesciene, 2001
- George Enescu – un portret lexicografic, 2003
- George Enescu – Concertul de adio, 2005
- Enciclopedia muzicii românești de la origini până în zilele noastre, 2005
- Istoria muzicilor militare, 2006
- București, citadela seculară a lăutarilor români (1550–1950), 2009
- Dirijorul Marin Constantin – Portret eseistic, 2011
- 100 portrete sentimentale, 2011